# Moxhe
Moxhe is een dorp in de Belgische provincie Luik en een deelgemeente van de stad Hannuit. Het was een zelfstandige gemeente tot het bij de fusie van 1977 toegevoegd werd aan de gemeente Hannuit.
Moxhe ligt in het zuiden van de gemeente Hannuit aan de N80, de weg naar Namen. Ten noorden van de dorpskom kruist de steenweg de oude Romeinse heerweg van Tongeren naar Bavay, de huidige N69. De Mehaigne vormt de zuidelijke grens van de deelgemeente. Ten westen van de dorpskom ligt nog het kleine landbouwgehucht Moxheron. Moxhe is een landbouwdorp in Droog-Haspengouw dat zich stilaan ontwikkelt tot een woondorp. Er is nog veel akkerbouw en veeteelt.

## Afbeeldingen

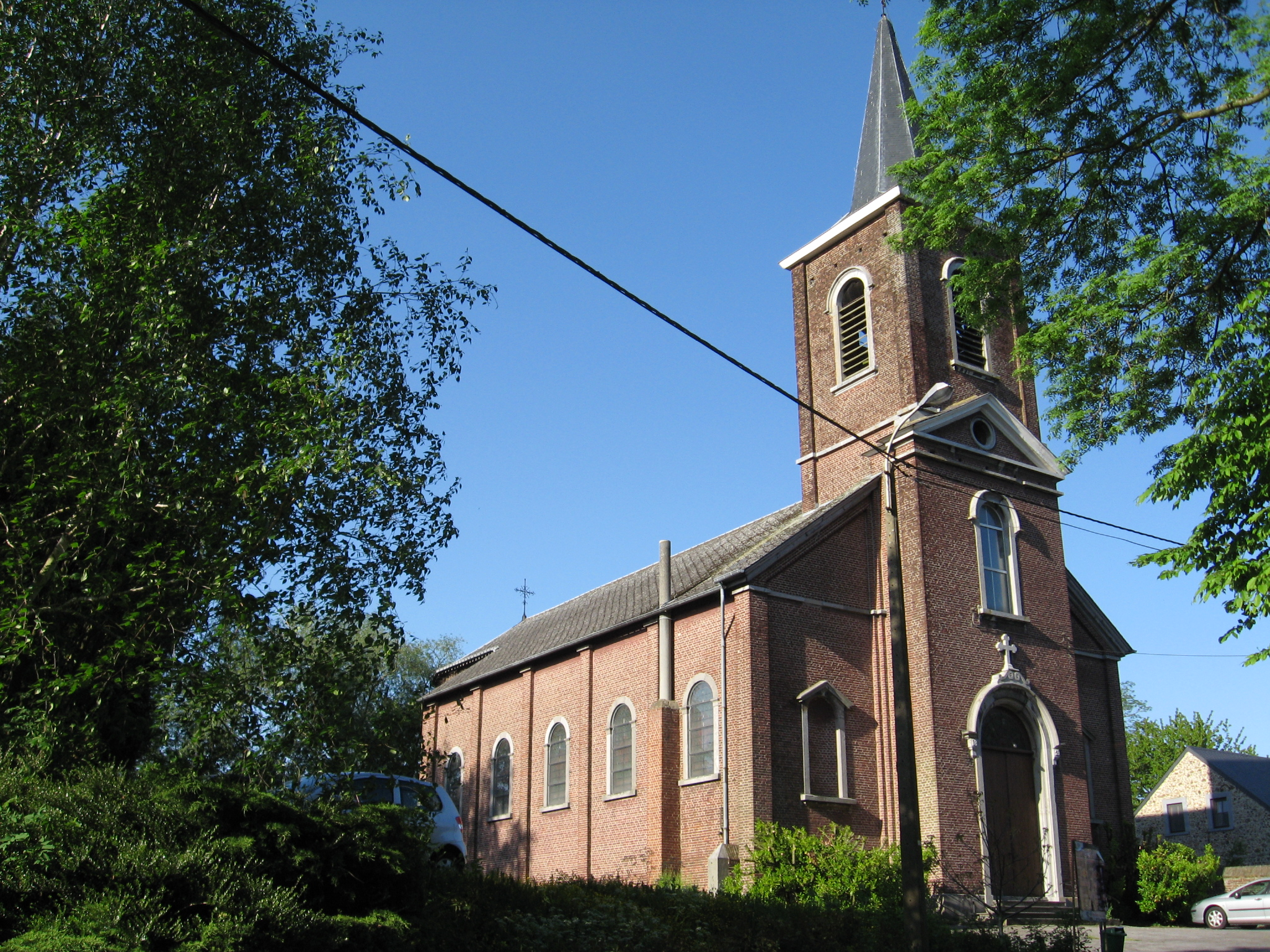
Sint-Gangulfuskerk
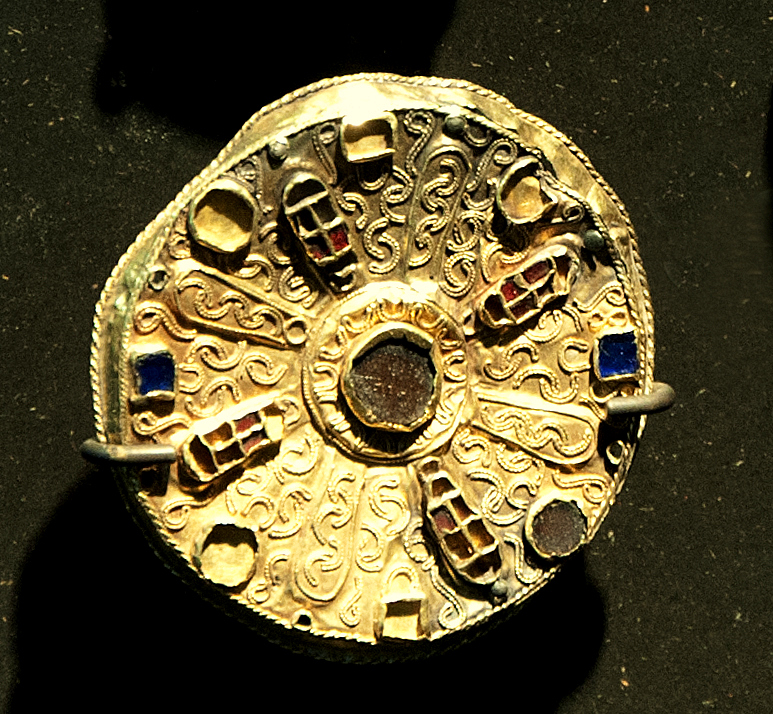
7e-eeuwse mantelspeld gevonden in Moxhe, bewaard in Grand Curtius
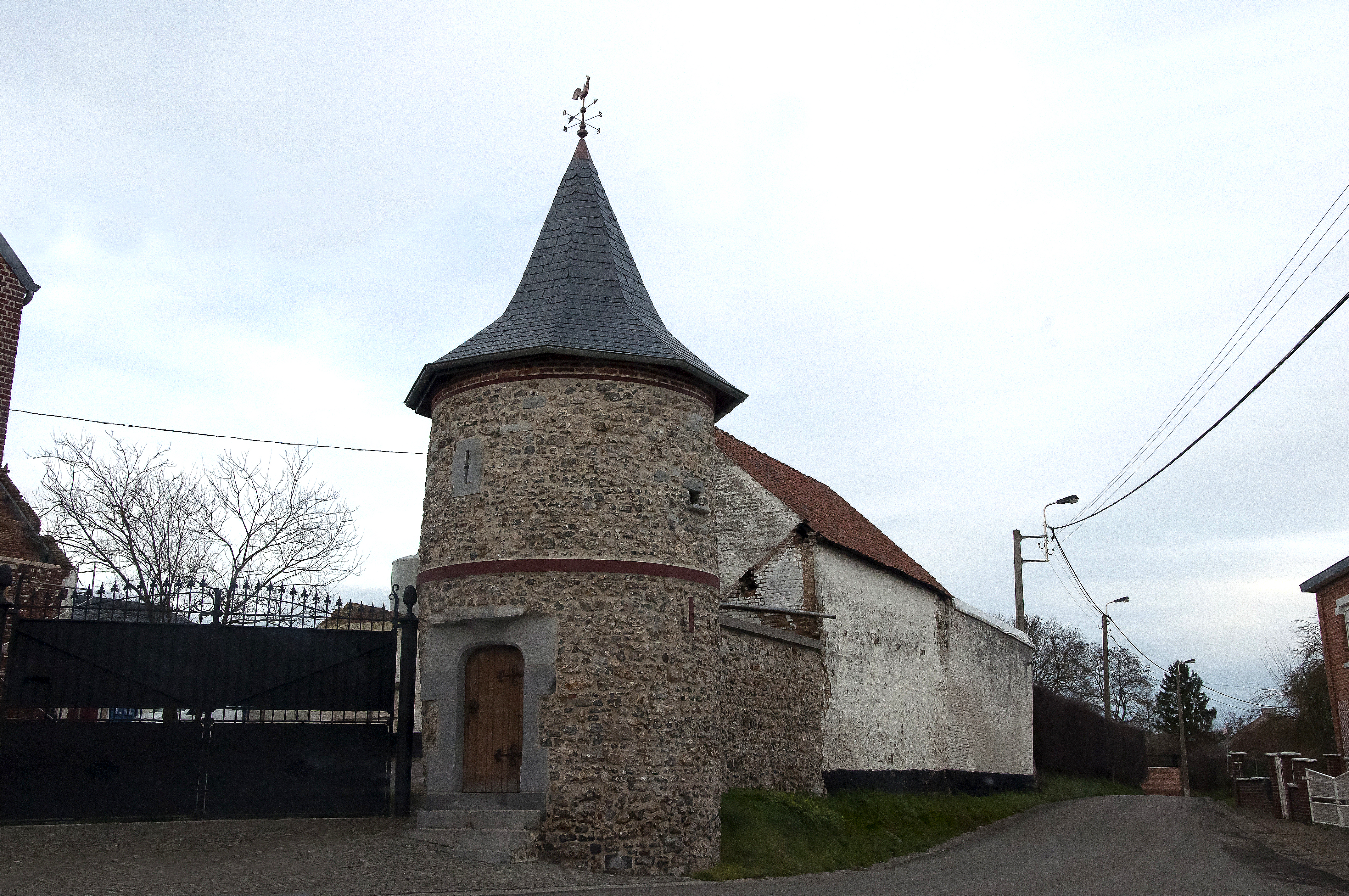
Boerderij Hobe met 17e-eeuwse verdedigingstoren

## Geschiedenis
Op het grondgebied van Moxhe werden Romeinse en Frankische vondsten gedaan.
Moxhe behoorde tot het graafschap Namen terwijl Moxheron deel uitmaakte van het baljuwschap Hannuit in het hertogdom Brabant. Vanaf de 15de eeuw was Moxhe in het bezit van de Abdij van Flône.

## Bezienswaardigheden
- Het Kasteel van Moxhe ten zuiden van de dorpskom is een gebouw in empirestijl van begin 19e eeuw. Rond het kasteel ligt een park met vijvers. In 1974 werd het kasteel samen met zijn omgeving beschermd als monument en als landschap. In 1984 werd de bescherming uitgebreid.
- De Sint-Gangulfuskerk (Église Saint-Gangulphe) is een neoclassicistisch kerkgebouw van 1859..
- De Sint-Salvatorkapel (Chapelle Saint-Sauveur) uit het midden van de 17de eeuw en herbouwd midden 19e eeuw, met een altaar in rococo-stijl van midden 18e eeuw. Er staat een beeld van Sint-Salvator uit 1855.
- Er zijn nog verscheidene grote boerderijen waaronder de Ferme Hobe uit de 17de eeuw met beschermingstoren.
- De Moulin de Moxhe is een voormalige watermolen van het onderslagtype aan de Mehaigne. Het metalen rad is nog aanwezig en de molen werd omgebouwd tot woning.
- De Tombe de l'Empereur is een tumulus.

## Natuur en landschap
Moxhe ligt aan de Mehaigne. De hoogte aan de kerk bedraagt 139 meter.

## Demografische ontwikkeling
- Bronnen:NIS, Opm:1831 tot en met 1970=volkstellingen, 1976= inwoneraantal op 31 december

## Nabijgelegen kernen
Villers-le-Peuplier, Crehen, Avin, Ciplet
Deelgemeenten: Abolens · Avernas-le-Bauduin · Avin · Bertrée · Blehen · Cras-Avernas · Crehen · Grand-Hallet · Hannuit · Lens-Saint-Remy · Merdorp · Moxhe · Petit-Hallet · Poucet · Thisnes · Truielingen · Villers-le-Peuplier · Wansin

Belgische gemeenten · arrondissement Borgworm · provincie Luik · Wallonië